# Wally Funk
Mary Wallace Funk (Las Vegas, Nuevo México; 1 de febrero de 1939), más conocida como Wally Funk, es una aviadora estadounidense que formó parte del programa espacial Mercury 13. Fue la primera civil instructora de vuelo en una base militar norteamericana, la primera inspectora de la Agencia Federal de Aviación de Estados Unidos (Federal Aviation Administration, FAA) y la primera investigadora de seguridad aérea para la Junta Nacional de Seguridad en el Transporte (National Transportation Safety Board, NTSB).
El 20 de julio de 2021, a la edad de 82 años, formó parte de la misión NS-16 de Blue Origin, convirtiéndose en la persona de mayor edad en ir al espacio.

## Biografía
Su interés por la aviación se manifestó desde una edad muy temprana, recibiendo su primera lección de vuelo a la edad de 9 años. Durante la educación secundaria no pudo estudiar mecánica, por ser una asignatura reservada a los varones. En 1960 se graduó y obtuvo la licencia de piloto en la Universidad de Oklahoma, considerada en aquel momento la mejor escuela de vuelo del país, y poco más tarde se convirtió en la primera civil instructora de vuelo de una base militar estadounidense.
En 1961 se ofreció como voluntaria para participar en el programa Mercury 13, un programa de entrenamiento inicialmente apoyado por la NASA para formar astronautas para las primeras misiones tripuladas al espacio. Las componentes de Mercury 13 superaron con éxito todas las pruebas físicas y psicológicas, las mismas a las que se sometían los candidatos masculinos del grupo conocido como Mercury Seven. Sin embargo, Mercury 13 fue finalmente cancelado debido a que la mentalidad de la época estimaba que las mujeres no eran aptas para viajar al espacio.
Cuando la NASA empezó a entrenar a mujeres en la década de los 70, se postuló en varias ocasiones pero fue rechazada por no tener un título en ingeniería y no haber sido piloto militar de combate. Posteriormente se convirtió en la primera mujer inspectora de la Agencia Federal de Aviación de Estados Unidos (Federal Aviation Administration, FAA) y fue también la primera mujer investigadora de seguridad aérea para la Junta Nacional de Seguridad en el Transporte (National Transportation Safety Board, NTSB).
Hasta su jubilación en 1984 acumuló cerca de 20.0000 horas de vuelo, enseñó a volar a más de 3.000 estudiantes y participó en la investigación de más de 450 accidentes de aviación.
El 20 de julio de 2021, a la edad de 82 años, formó parte de la misión NS-16 de Blue Origin, convirtiéndose en la persona de mayor edad y en la única participante de Mercury 13 que ha viajado al espacio.